# Chiesa di San Sebastiano (Serralunga di Crea)
La chiesa di San Sebastiano Martire è la parrocchiale di Serralunga di Crea, in provincia di Alessandria e diocesi di Casale Monferrato; fa parte della zona pastorale della Madonna di Crea.

## Storia
La prima citazione di una chiesa a Serralunga risale al 1273; nel 1307 essa fu eretta a parrocchiale con il titolo di Sant'Eustorgio.
Nel 1577 è invece attesta una chiesa in paese intitolata a San Sebastiano; nel 1705 risultava versare in pessime condizioni, essendo priva del tetto, e nel 1741 venne definitivamente soppressa e quindi demolita.
La prima pietra della nuova parrocchiale fu posta nel 1744; l'edificio, disegnato dall'abate Spirito Giuseppe Castagna, venne terminato nel 1751 e benedetto il 1º novembre 1753.
Il campanile fu eretto nel 1791, mentre poi la chiesa venne interessata da un intervento di ristrutturazione negli anni settanta.

## Descrizione

### Esterno
La neoclassica facciata a capanna della chiesa, rivolta a sudovest e tripartita da quattro paraste sorreggenti il frontone di forma triangolare, presenta al centro il portale d'ingresso e, sopra, tre nicchie e una finestra.
Annesso alla parrocchiale è il campanile a base quadrata, la cui cella presenta su ogni lato delle monofore, una delle quali è murata, ed è coronata dalla lanterna.

### Interno
L'interno dell'edificio si compone di un'unica navata; qui sono conservate diverse opere di pregio, tra le quali l'affresco raffigurante il Martirio e la gloria di San Sebastiano, eseguito nel 1751 da Antonio Alessandri, la tela con un Santo vescovo che guarisce un indemoniato, il quadretto con soggetto il Battesimo di Gesù, la pala ritraente la Madonna col Bambino e i Santi Antonio da Padova e Carlo, realizzata forse da Giorgio Alberini, e le statue che rappresentano la Madonna del Rosario, il Sacro Cuore, l'Addolorata e i Santi Giovanni Bosco, Rita da Cascia, Antonio da Padova ed Avito.